# Cubrehuevos

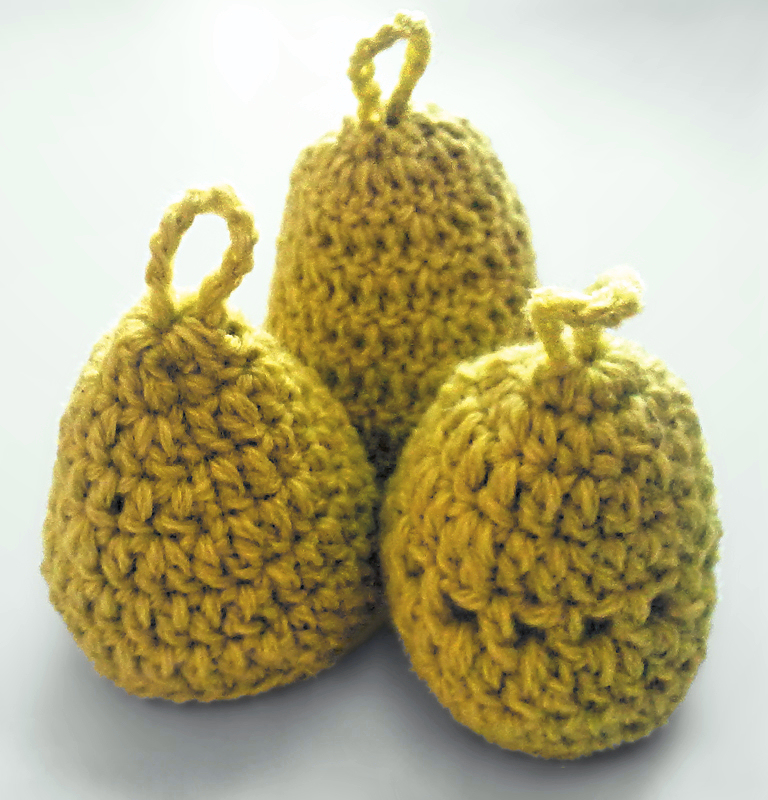
Cubrehuevos de lana hecho a ganchillo.

Un cubrehuevos o calentador de huevos (en inglés: egg cozy y en alemán: Eierwärmer) es una pequeña tapa, funda o gorro para mantener caliente un huevo cocido («huevo de desayuno»). Para su uso, el huevo –cocido en su cáscara– suele colocarse en una huevera antes de ponerle la capucha encima.
Los cubrehuevos suelen estar hechos de textiles, a veces también de plástico. También existen distintos tipos de recipientes para mantener calientes varios huevos a la vez.

## Historia

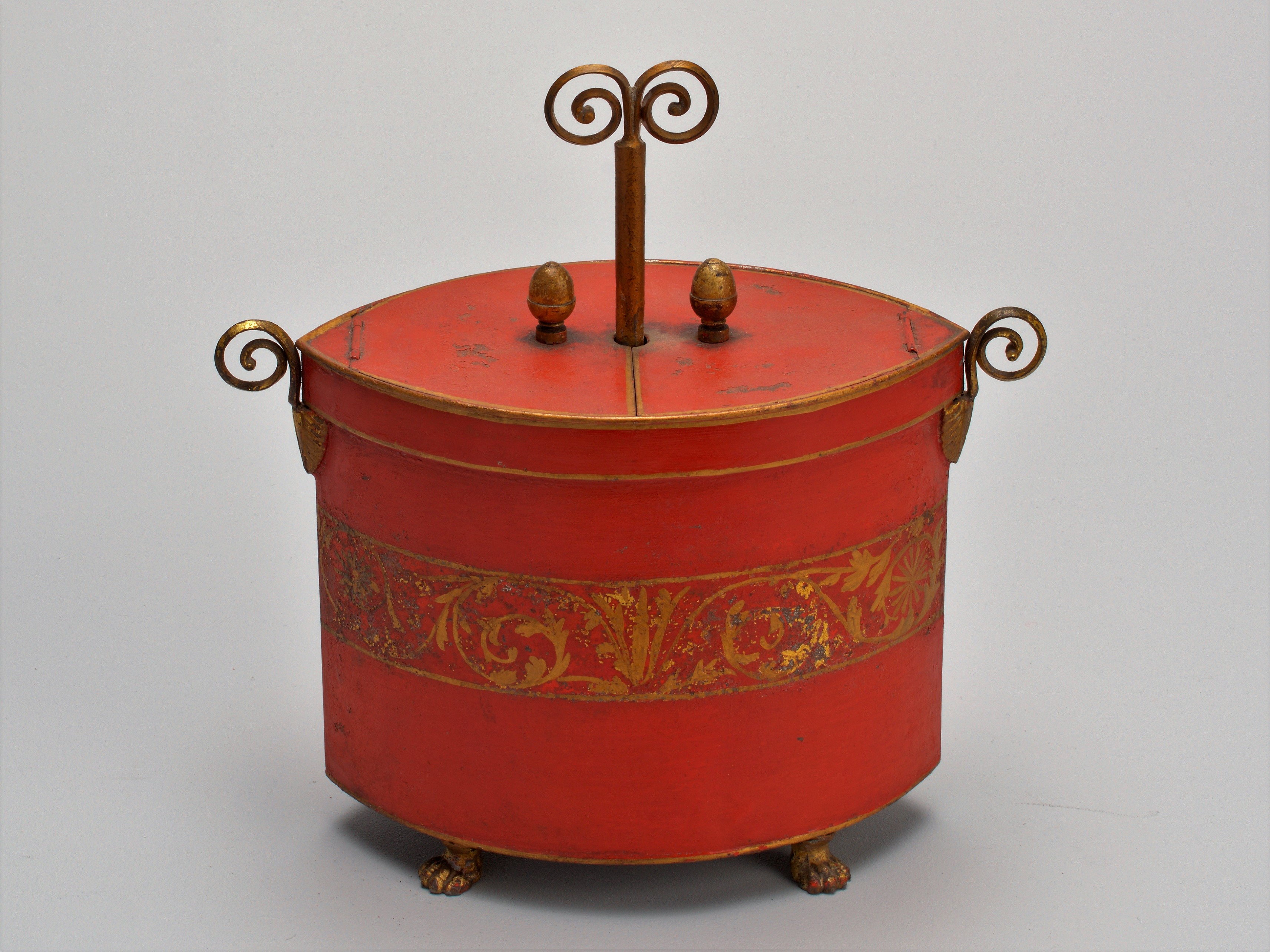
Recipiente para mantener calientes los huevos fabricado en chapa lacada con acabado dorado (Francia, alrededor de 1810)

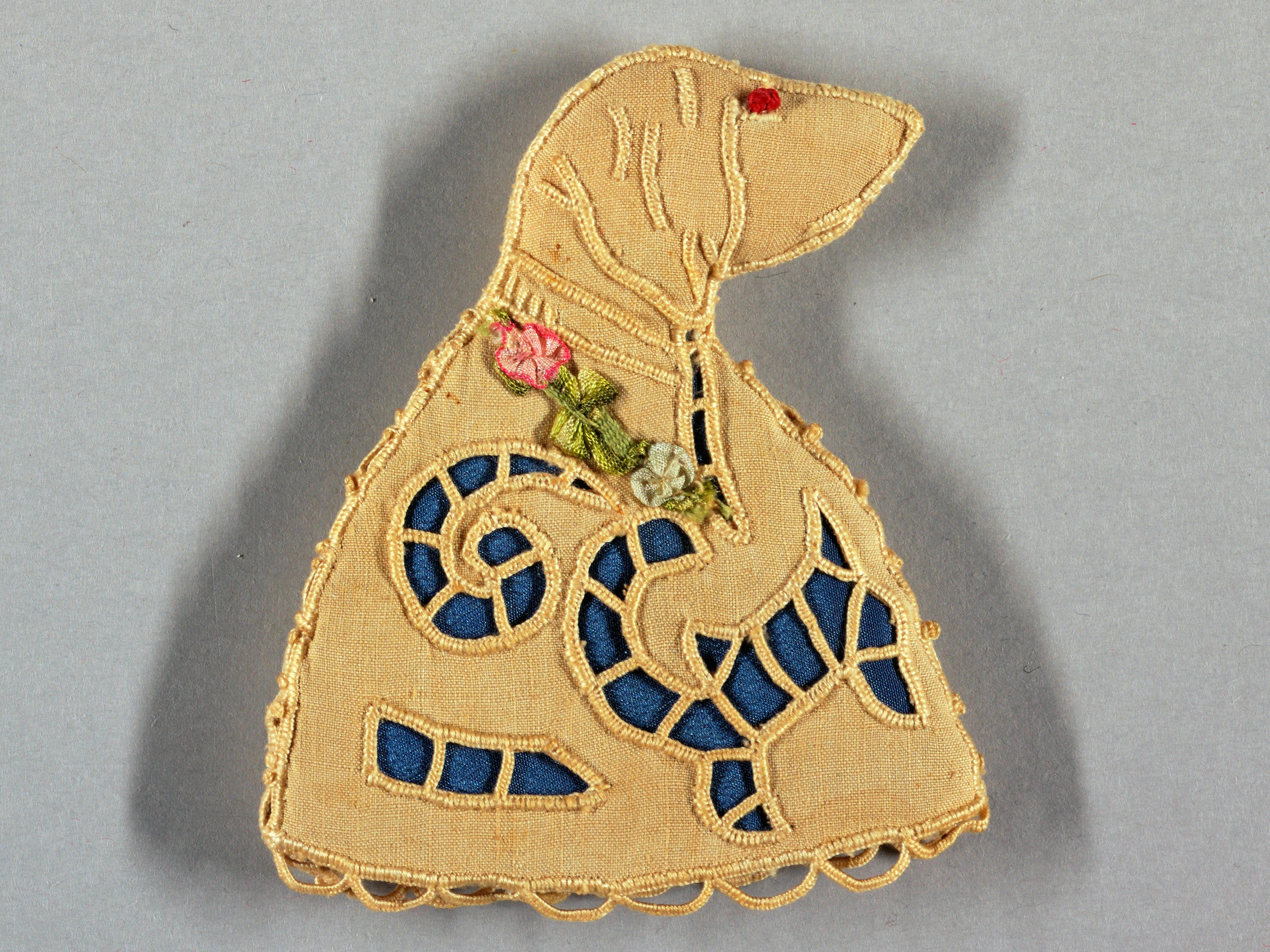
Cubre huevo bordado en tela con hilo (Inglaterra, alrededor de 1900)

Al igual que las hueveras —que comenzaron a usarse a partir del siglo XVI al ponerse de moda en los círculos nobiliarios y posteriormente llegaron también a los hogares de la alta burguesía—, a partir de finales del siglo XVIII y principios del XIX recipientes específicos para mantener calientes los huevos cocidos también se convirtieron en parte de la decoración de la mesa de alta alcurnia. Por lo general, tenían un diseño elaborado y los huevos se mantenían calientes vertiéndoles agua caliente. Hoy en día son objeto de colección o forman parte de colecciones museísticas. Por ejemplo, varios magníficos ejemplos franceses, datados de alrededor de 1810, forman parte de la colección del Museo de Artes Decorativas Cooper-Hewitt del Smithsonian en la ciudad de Nueva York.
Hacia finales del siglo XIX  aparecieron los cubrehuevos individuales, inicialmente hechos a mano con tela y/o hilo y muchas veces cosidos, hechos en ganchillo o bordados artísticamente. Posteriormente también se realizaron en punto y este accesorio de mesa decorativo y a la vez práctico alcanzaba los hogares de la clase media. Por ejemplo, en 1922 la revista familiar y de entretenimiento Die Gartenlaube describía «lindos cubrehuevos tejidos a ganchillo» y daba instrucciones sobre cómo hacerlos uno mismo.
A finales de la década de 1960 y principios de los 70 se pusieron de moda los artículos de plástico, por lo que aparecieron en el mercado diversos cubrehuevos hechos de «plástico» y con una carcasa interior de poliestireno. Como ejemplo, estos «calentadores de huevos de diseño moderno» formaban parte del catálogo de bienes de consumo de las tiendas Tchibo en 1971 en Alemania.
En Alemania, inicialmente la oferta comercial de cubrehuevos – hechos en textil– era bastante limitada y pero actualmente se pueden encontrar en grandes almacenes y en varias empresas de venta por catálogo, así como en tiendas de artículos de cocina y de regalo bien surtidas. Suelen estar disponibles como artículos de temporada en Pascua. Por otro lado, en bazares y exposiciones de venta de artesanías, etc., se suelen encontrar fundas para huevos textiles hechas a mano.
A medida que Internet se volvió más comercializado y generalizado, a principios del siglo XXI se produjo el desarrollo de nuevas oportunidades de comercialización para productos «caseros». Los mercados en línea para comprar y vender productos hechos a mano, como el sitio web de comercio electrónico Etsy, se han vuelto cada vez más atractivos para los «aficionados o artesanos aficionados», porque permiten amplios contactos con los clientes y una forma sencilla de distribución. Mientras tanto, los portales correspondientes también ofrecen una amplia gama de «fundas para huevos caseras» en todas las formas, materiales y diseños posibles.
Hoy en día, los cubre huevos se consideran generalmente un «accesorio de tendencia actual en la mesa del desayuno» europea, y un regalo o recuerdo «divertido» y generalmente económico, que además se puede hacer rápidamente como alternativa a las opciones de habituales. Son una de las manualidades más populares en Centroeuropa para todas las edades, porque requieren solo unos pocos materiales y habilidades sencillas de elaboración, ganchillo, costura, bordado o punto. En Alemania, llas fundas para huevos se encuentran entre las actividades de artesanía y diseño que suelen ofrecerse en jardines de infancia y guarderías, así como en clases de arte en escuelas primarias, pero también se pueden encontrar a menudo en grupos de artesanía en centros comunitarios y hogares de ancianos.

## Tipos

### Cubrehuevos hechos de textiles
Los cubrehuevos más comunes son aquellos fabricados con textiles en forma de pequeñas capuchas que se colocan sobre un solo huevo cocido para mantenerlo caliente. Como materiales para las capuchas se suelen utilizar hilo, tela o fieltro. Suelen estar equipados con revestimientos termoaislantes o capas intermedias de tela, espuma o algodón. Dependiendo del material textil utilizado, se realizan, generalmente a mano, mediante fieltrado, ganchillo, costura, bordado o punto.
Además de las ofertas comerciales habituales, también son un artículo de artesanía y manualidades popular para todas las edades y existen numerosas instrucciones de manualidades para ellos. La forma y el tamaño interno del «volumen de mantenimiento del calor» se basan en los tamaños de los huevos de gallina que se utilizan comúnmente en la actualidad. Además, no hay límites para la imaginación y la creatividad: la paleta va «del pop a lo romántico y de lo moderno a lo lúdico». Se suelen decorar además con pequeñas aplicaciones como botones, lazos o elementos similares según el gusto. También hay motivos para cada estación, siendo las «fundas para huevos de Pascua» uno de los favoritos.

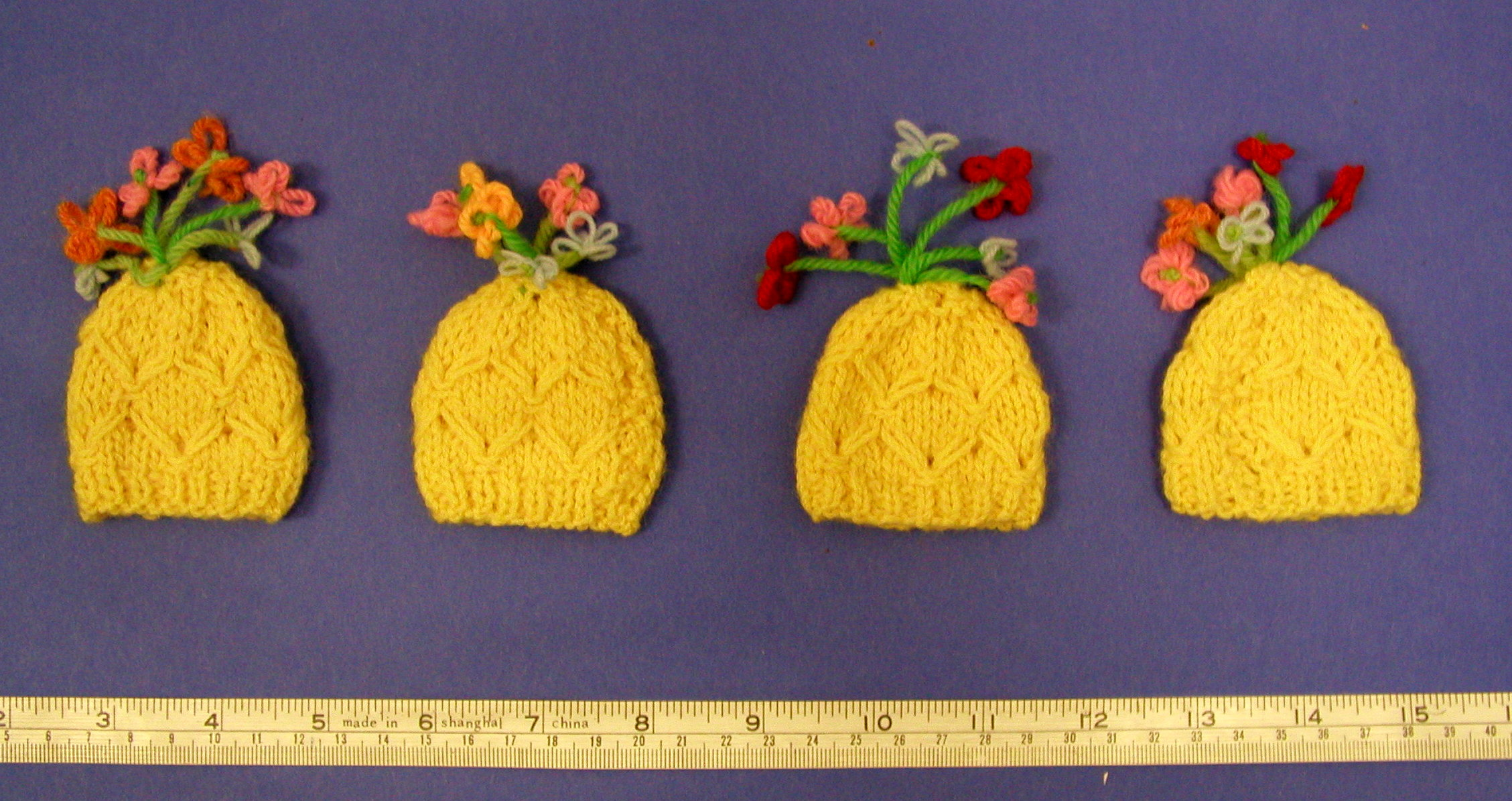
Conjunto de cubrehuevos de punto (Nueva Zelanda, años 50/60)
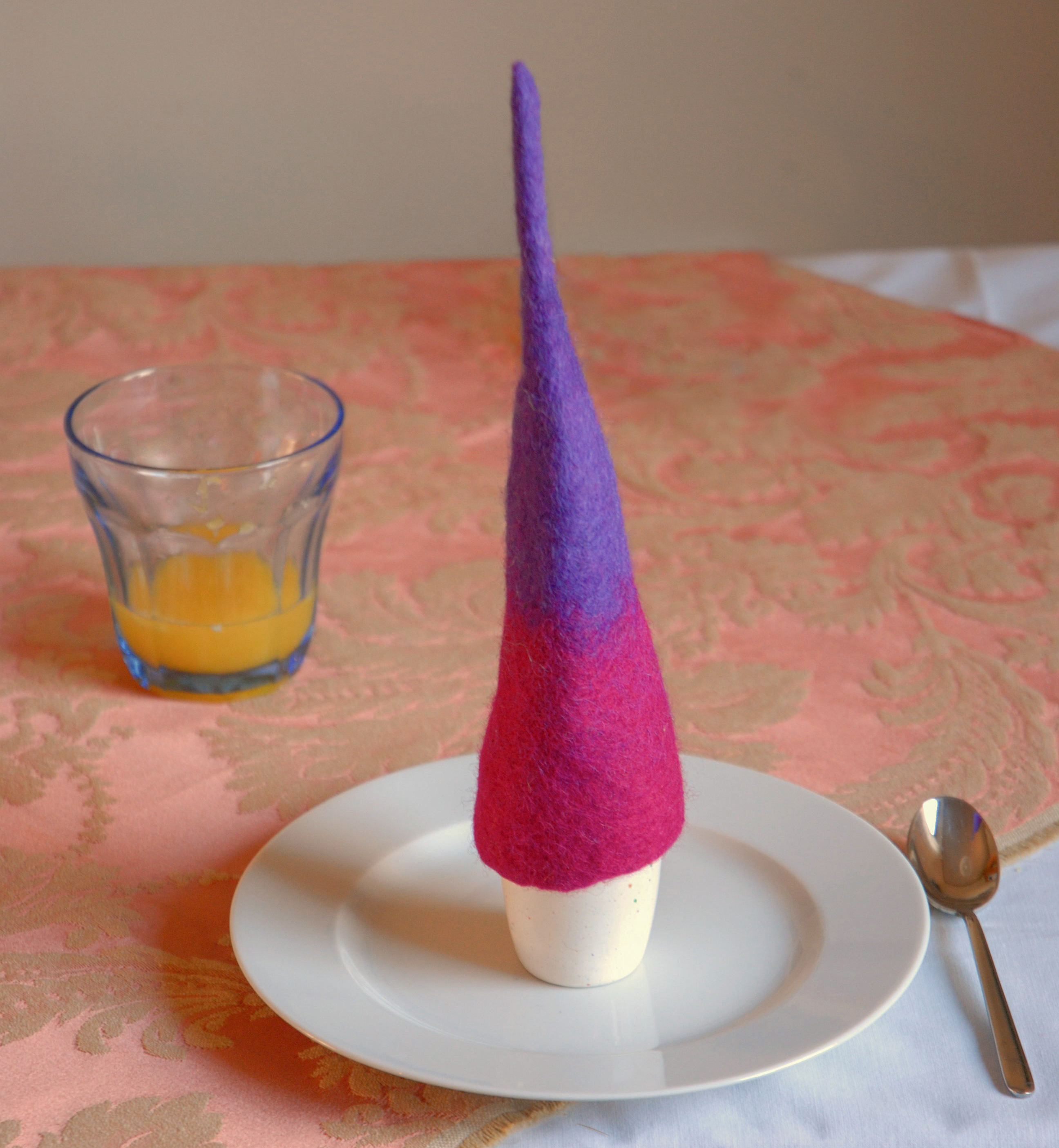
Funda para huevos (fieltro)
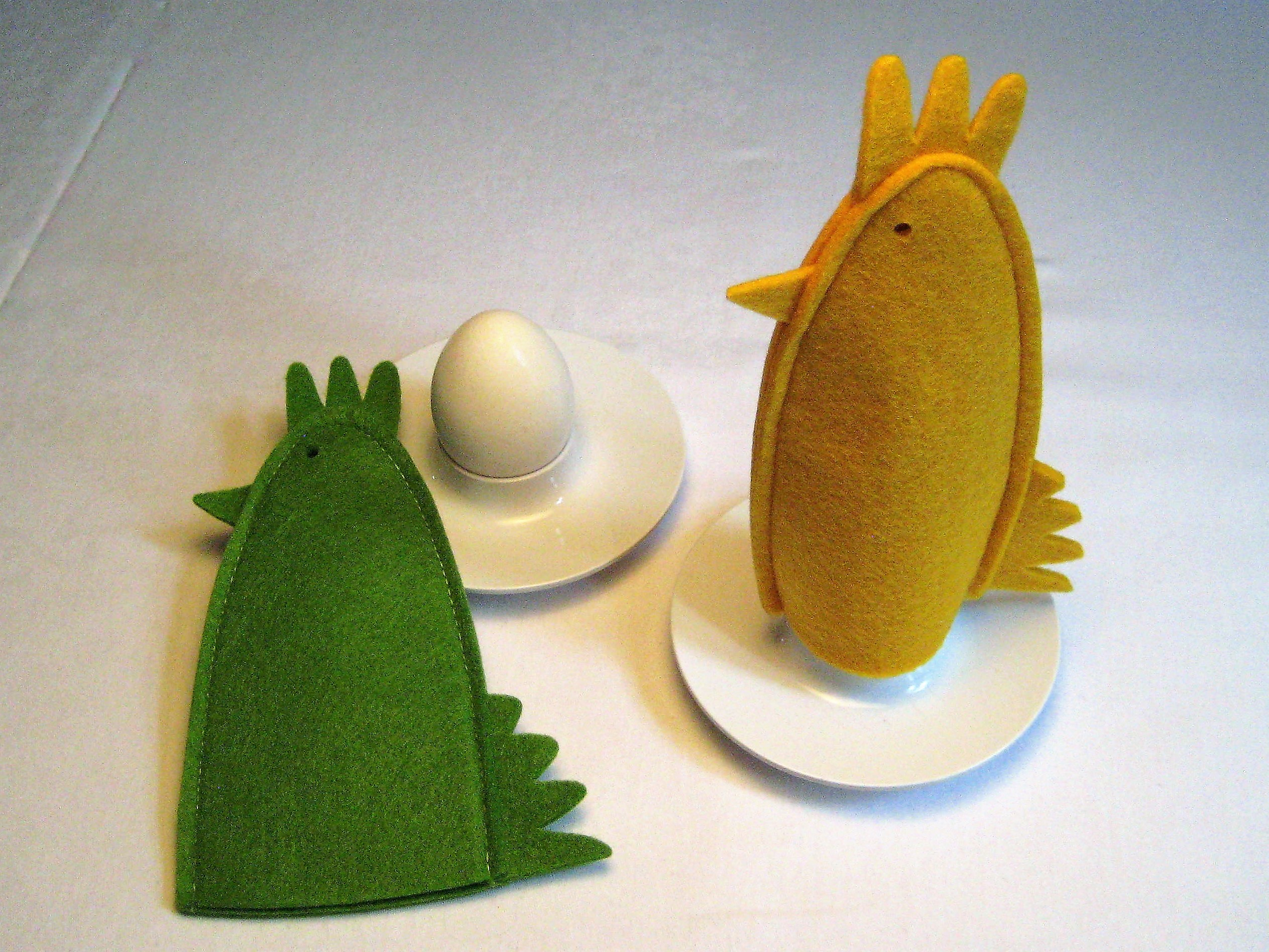
Fundas para huevos de Pascua (cosidas con fieltro)

### Cubrehuevos de plástico

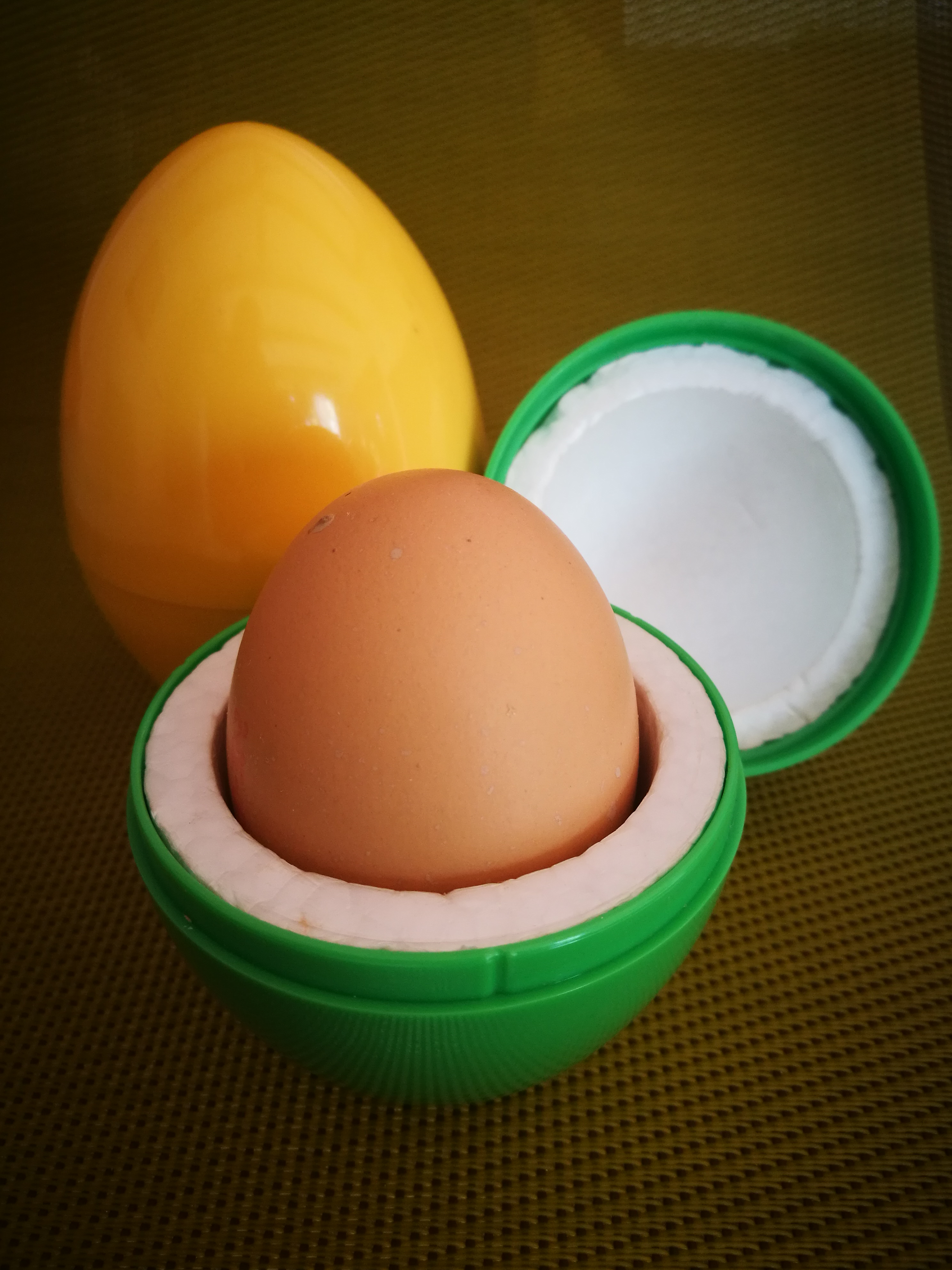
Cubrehuevos de plástico

Además, en el mercado se encuentran cubrehuevos fabricados en plásticos  como termoplásticos o termoestables, cuya base integrada sirve también como huevera. Tienen forma de huevo, base aplanada y están equipados con un relleno termoaislante de poliestireno (espuma plástica). Como alternativa, existen las llamadas «hueveras térmicas», que están hechas de plástico de doble pared con una capa aislante de aire.
En la actualidad también se utiliza silicona apta para alimentos como material «plástico» para las partes superior e inferior y existen también juegos que constan de un huevera de porcelana especialmente diseñada y una tapa de silicona a juego.

### Recipiente para varios huevos

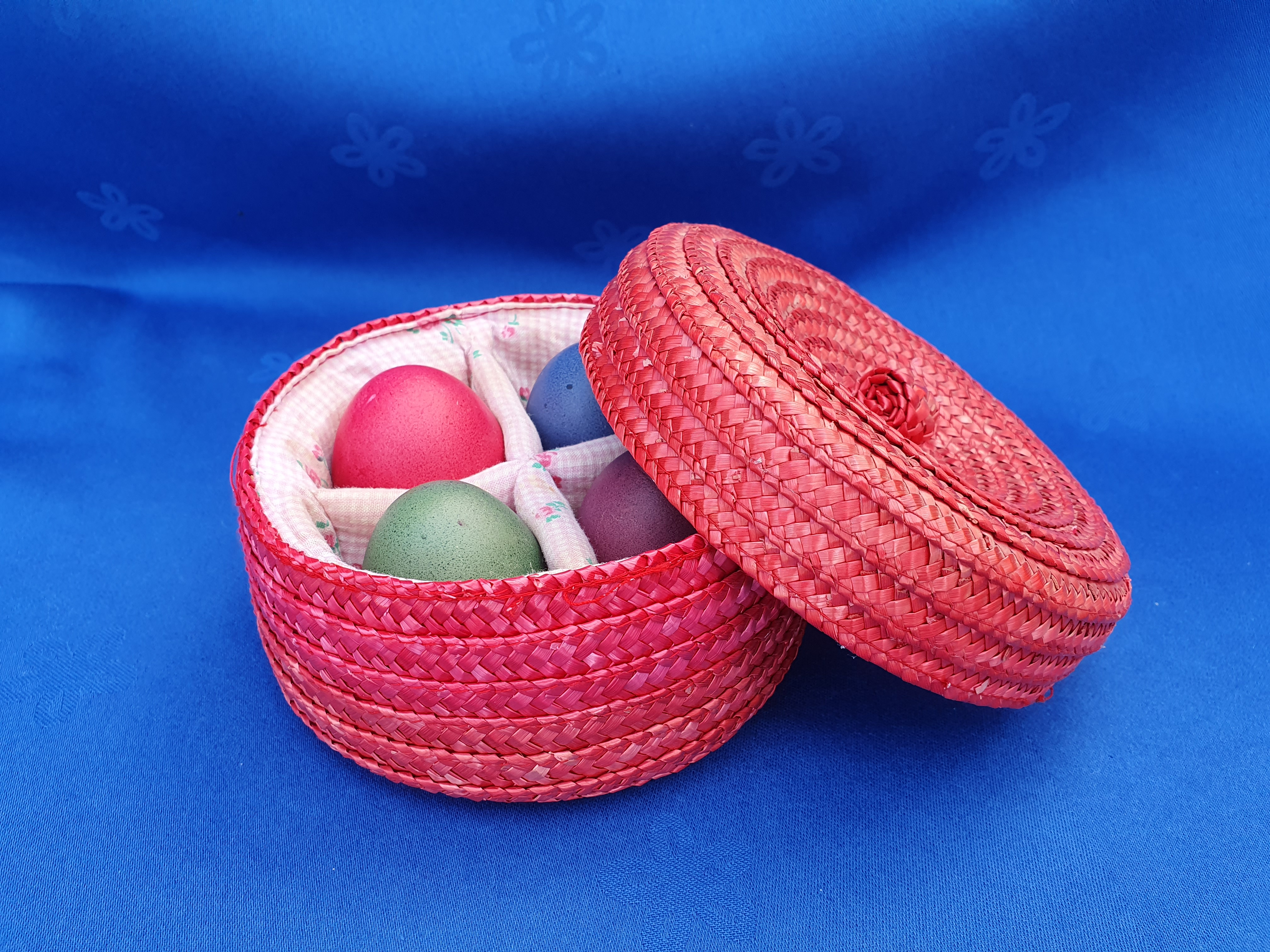
Cesta para mantener la temperatura de cuatro huevos cocidos.
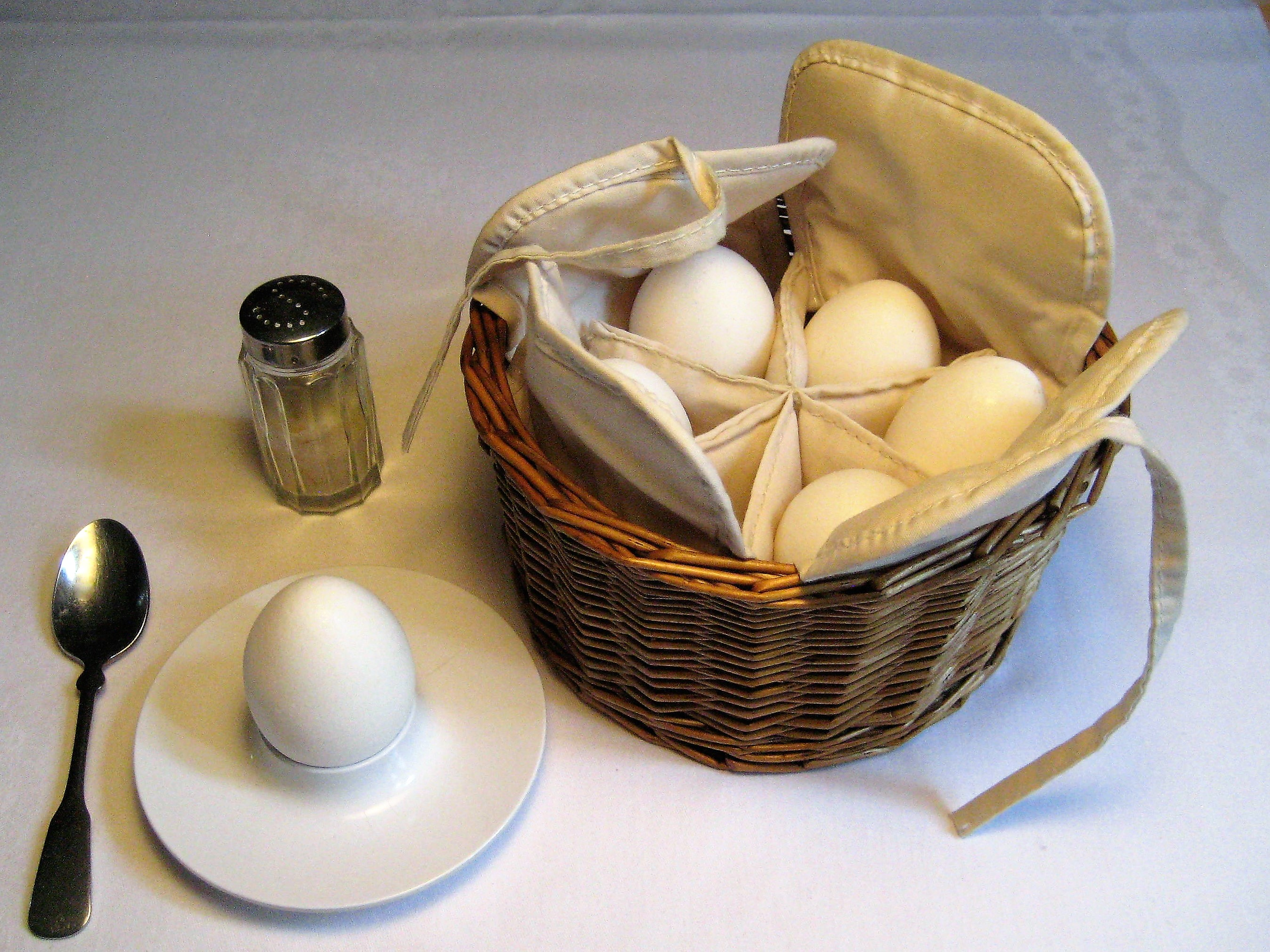
Cesta de fieltro para mantener la temperatura de seis huevos cocidos.

Los recipientes para mantener calientes varios huevos cocidos están disponibles en diferentes tipos, tamaños y materiales. En su forma más simple, consisten en una cesta de madera tejida u otro recipiente adecuado, que se acolcha y se cubre con una o más servilletas de tela o un paño de cocina. Son estándar en los bufé de desayuno de hoteles y restaurantes. Además, existen las llamadas «cestas para huevos» de mimbre o polipropileno con forro interior acolchado de tela, con las que se pueden mantener calientes hasta unos 20 huevos.
Para uso doméstico se encuentran en el mercado conjuntos especiales compuestos por una pequeña cesta realizada en mimbre tejido o a veces en tela y dotada de un forro interior textil. Por lo general, están diseñados para cantidades domésticas normales de 4 o 6 huevos. Los huevos cocidos se colocan en pequeñas bolsas acolchadas; el forro interior está dividido de forma adecuada. También hay bolsas de tela cosidas con una capa intermedia térmica para aproximadamente 10 a 12 huevos. Las cestas calentadoras de huevos también son un artículo de artesanía popular.
También existen recipientes especiales para mantener el calor, hechos de porcelana o cerámica, que están equipados con una tapa del mismo material y que generalmente aclaran su función a través de su diseño, por ejemplo, como un «pollito incubando estilizado». Antes de añadir los huevos cocidos, se rellenan con agua caliente.

## Recepción
Desde una perspectiva sociológica cultural, los cubrehuevos se consideran un diseño de uso cotidiano; sin embargo, los límites del kitsch son fluidos.  Por ejemplo, en la exposición Geliebter Kitsch oder der röhrende Hirsch in der Vitrine [El kitsch amado o el ciervo rugiente en la vitrina], que se presentó en la Biblioteca Central de Bonn en 1982, se mostraron varias fundas para huevos. Varias decenas de habitantes de Bonn habían respondido previamente a una llamada de la biblioteca para entregar objetos kitsch —en su opinión— y se entregaron numerosos objetos: «Desde un paisaje de los Mares del Sur nevado, pasando por cubrehuevos, sacacorchos y calzadores con diseños grotescos, hasta el inevitable gnomo de jardín». Como parte de la cultura cotidiana, los cubrehuevos y las cestas para calentar huevos se muestran en museos, como el Museo de la RDA de Berlín,  el Werkbundarchiv – Museum der Dinge en Kreuzberg, el Museo Textil y de Carreras de Hohenstein-Ernstthal en Sajonia o el Museo al Aire Libre de Schleswig-Holstein en Molfsee cerca de Kiel.
El periodista, crítico literario y escritor Thomas Steinfeld utilizó el término «calentador de huevos» en una crítica de 2002 sobre la disposición de los alemanes a usar palabras extranjeras como metáfora de su «aparente inferioridad» y su «falta de lealtad (lingüística)»: 

Offenbar muss man Wörter wie ‚service center‘ oder ‚mail‘ nur leise brummen [...], und die als Deutsche verkleideten kurzbeinigen Eierwärmer werfen sich vor Begeisterung selber um.
Al parecer, basta con tararear en voz baja palabras como «service enter» o «mail» [...], y los calentadores de huevos de patas cortas disfrazados de alemanes se desmayan de la emoción.

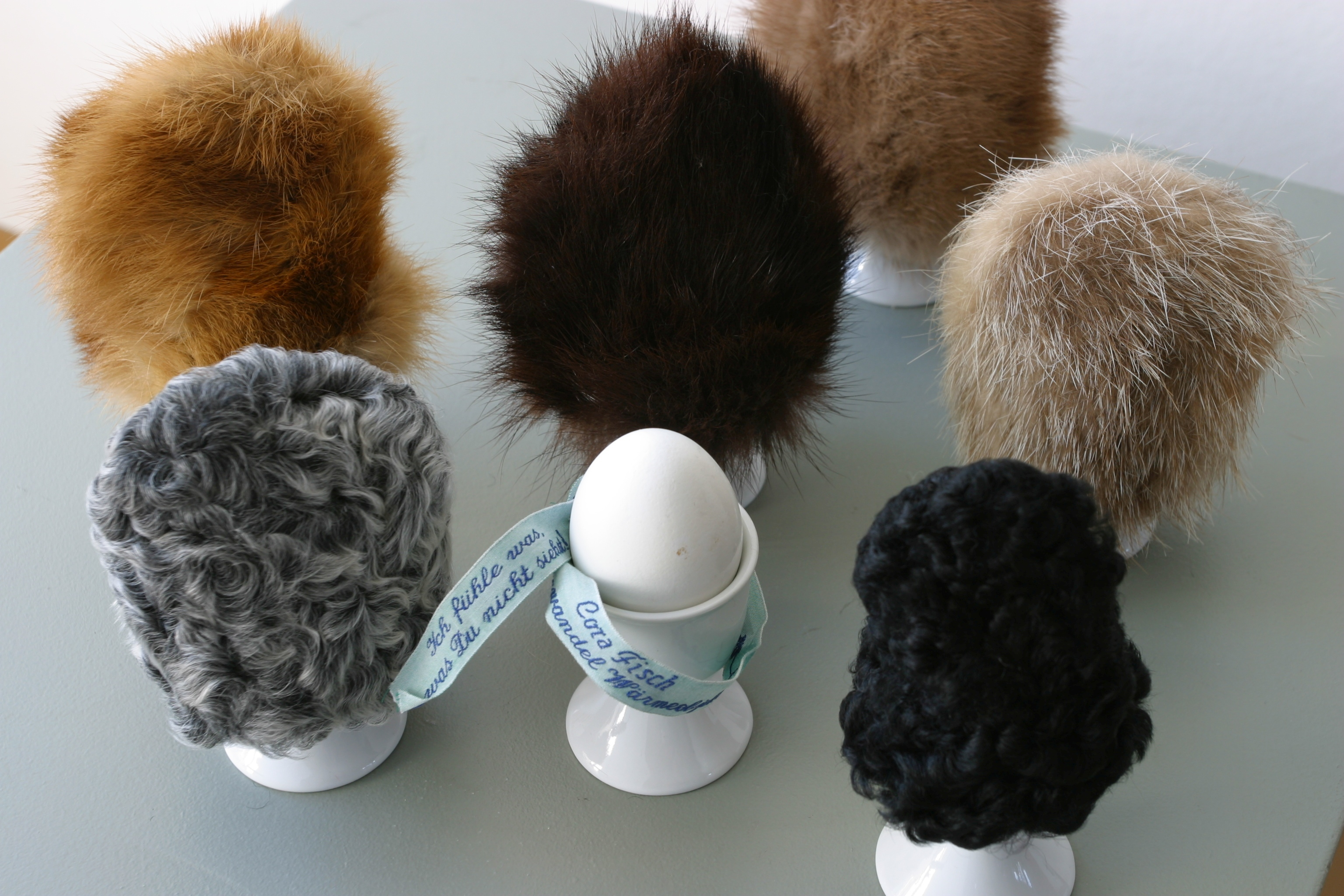
«El huevo en la piel» – Proyecto artístico de Cora Fisch (2006)

La artista Cora Fisch, conocida especialmente por sus obras de arte realizadas a partir de prendas de piel desechada, creó una serie de fundas para huevos hechas de piel en 2006. Su obra «Das Ei im Pelz/ Hommage à Meret Oppenheim» [El huevo en la piel/vestido de pieles / Homenaje a Meret Oppenheim] se presentó en 2006 en la tienda del museo de la antigua Kunsthalle Deutsche Guggenheim de Berlín como una instalación de Pascua y también se ofreció para la venta como «una edición con funda para huevos».
En un artículo publicado en una revista especializada en 2013, la estudiosa de medios de comunicación, Dagmar Hoffmann (Universidad de Siegen), examinó el márquetin en línea de artículos «artesanales» y la«contingencia de la estética» en los productos hechos a mano. Colocó los cubrehuevos artesanales que se ofrecían en grandes cantidades en portales en línea como Etsy entre «manteles de crochet y gorros hechos con papel higiénico [...] Diseño al lado del kitsch […] entre lo extraño y las baratijas».